# Canning Industry in California
Canning Industry in California è un cortometraggio muto del 1914. Il nome del regista non viene riportato. Il film è un documentario sull'industria conserviera californiana.

## Produzione
Il film fu prodotto dalla Essanay Film Manufacturing Company.

## Distribuzione
Distribuito dalla General Film Company, il film - un cortometraggio di una bobina - uscì nelle sale cinematografiche USA il 31 marzo 1914.